# Rolf Westerberg
Rolf Westerberg – norweski żużlowiec, występujący również na długim torze.

## Życiorys
W latach 1957–1961 dwukrotnie awansował do finałów indywidualnych mistrzostw Europy na długim torze (najlepszy wynik Oslo 1961 – VI miejsce). Wielokrotnie reprezentował Norwegię w rozgrywkach na torach klasycznych: dwukrotnie w eliminacjach drużynowych mistrzostw świata (1960, 1961) oraz siedmiokrotnie w eliminacjach indywidualnych mistrzostw świata – w tych rozgrywkach największy sukces odniósł w sezonie 1957, w którym awansował – jako zawodnik rezerwowy – do finału światowego, rozegranego w Londynie.
W latach 1954–1965 ośmiokrotnie uczestniczył w finałach indywidualnych mistrzostw Norwegii na torze klasycznym, trzykrotnie zdobywając srebrne medale (1954, 1956, 1959).